# Offerta alla tormenta
Offerta alla tormenta (Ofrenda a la tormenta) è un film del 2020 diretto da Fernando González Molina. È il terzo e ultimo capitolo della Trilogia del Baztán, seguito di Inciso nelle ossa ed è tratto dall'omonimo romanzo di Dolores Redondo.

## Trama
La trama riparte laddove finiva il precedente film: Amaia è alla ricerca della madre che le autorità ritengono morta in quanto un suo soprabito è stato trovato nel fiume; lei, contrariamente a quanto pensano amici e familiari (compreso suo marito) che organizzano addirittura un funerale, ritiene che la madre sia ancora viva e pericolosa.
Nel frattempo indaga su un infanticido: un uomo ha ucciso (soffocandolo con un bambolotto di peluche) un neonato in culla e, successivamente, ne ha rubato il corpo prima della cremazione: si scopre rapidamente che l'assassino è il padre del bambino (un uomo di nome Valentin), che, interrogato, farfuglia frasi senza senso e dice di essere stato costretto ad "offrirlo ad una divinità pagana". Valentin viene ucciso in carcere e il corpo di suo figlio sparisce dal cimitero: Amaia ricollega l'episodio con la scomparsa anni prima della sorella gemella e con la setta a cui appartiene la madre. Dato che l'omicidio è stato scoperto per caso e poteva facilmente essere confuso con la sindrome della morte improvvisa del lattante, decide di indagare in questa direzione, incaricando Jonan Etxaide di studiare tutte le morti improvvise di bambini capitate nella Valle del Baztan negli ultimi anni.
Lei, invece, interroga le persone che possono essere informate: ma il dottor Berasategui (in carcere per i precedenti omicidi) ha in potere persino le guardie carcerarie e non fornisce informazioni alla detective, finendo per suicidarsi avvelenandosi; Elena Ochoa, che sembra avere informazioni per lei, viene uccisa poco dopo il colloquio con la protagonista, riuscendo solo ad indicarle una villetta isolata in cui, a quanto pare, si riuniva la setta che organizzava i riti satanici. Si scopre anche che alla setta si rivolgevano persone disperate che, dopo i sacrifici rituali, vedevano la loro vita migliorare notevolmente, soprattutto dal punto di vista economico.
Amaia cerca di ottenere dal magistrato Juez Markina (da sempre esplicitamente innamorato di lei) un mandato di perquisizione, ma invano, vista la mancanza di prove concrete. Si imbatte, allora, per caso in Jolanda, una donna il cui figlio è rimasto vittima dei sacrifici rituali, con il solo consenso del marito: ma la donna è ritenuta da tutti una pazza visionaria, per cui la sua testimonianza non è ritenuta valida. A complicare le cose c'è l'omicidio di Jonan Etxaide che sconvolge completamente Amaia; segnata dalla perdita del suo più stretto collaboratore e rimasta sola in quanto il marito è dovuto volare nel Stati Uniti per assistere il padre (sottoposto ad un delicato intervento al cuore), portandosi il figlioletto dietro, la detective cede al corteggiamento del magistrato, avviando una relazione d'amore.
La madre di Amaia riappare ad Elizondo: la figlia la vede sul vecchio ponte cittadino dove Rosario la attende con un lungo coltello in mano; anziché attaccare la figlia, come ha sempre fatto, l'anziana donna si recide la carotide, suicidandosi, seguendo le orme di Berasategui. Confrontandosi con sua sorella Flora, Amaia scopre che quest'ultima aveva già intuito in passato quanto stava accadendo: Flora, infatti, anni prima era rimasta incinta, ma aveva tenuto nascosto la gravidanza a tutti, tranne alla madre, che si era offerta di aiutarla. In ultimo, al momento di partorire, Flora aveva diffidato della madre, andando a partorire fuori paese e dando la figlia in adozione. Con gli anni aveva scoperto che la figlia era stata data in adozione ad una famiglia di Elizondo, era questo il vero motivo per cui lei non aveva lasciato il paesino: poter stare vicino alla figlia. Quest'ultima è stata una delle vittime dell'ex marito Victor, descritte ne Il guardiano invisibile: è proprio Flora a far capire alla sorella che tutte le vittime di quegli omicidi sono compensazioni alla divinità pagana per sacrifici che non sono stati portati a termine (questo è il motivo del pube rasato).
Finalmente Amaia comprende che il leader della setta è un certo dottor Xavier Tabese, che però è morto da anni: nel mausoleo di famiglia trova i resti dei corpicini dei bambini morti negli anni, i cui cadaveri erano stati sottratti dalle tombe. Arriva poi la scoperta più agghiacciante: il vero cognome di Tabese è Markina e Xavier era il padre del magistrato Juez. Le morti di Rosario e Berasategui sono state imposte da lui, che contro ogni previsione si è innamorato proprio della detective che più di tutte indagava sulla setta. Amaia intuisce che il magistrato è capace di controllare le menti delle persone ed è così che è riuscito a sedurla: prima che possa cadere di nuovo vittima dei suoi inganni gli spara, uccidendolo.

## Distribuzione
Offerta alla tormenta è stato distribuito il 24 luglio 2020 su Netflix.